# Nowizna
Nowizna (niem. Neudorf (Eule)) – wieś w Polsce położona w województwie dolnośląskim, w powiecie dzierżoniowskim, w gminie Dzierżoniów.

## Podział administracyjny
W latach 1945–54 siedziba gminy Nowizna. W latach 1975–1998 miejscowość administracyjnie należała do województwa wałbrzyskiego. W Nowiźnie znajduje się siedem ulic.
Do wojewódzkiego rejestru zabytków wpisane są obiekty:
- Kościół  Najświętszego Serca Pana Jezusa w Nowiźnie, filialny parafii św. Jana Chrzciciela w Mościsku[4]. Pochodzi z okresu późnego średniowiecza, rozbudowany został w roku 1614. Jest to budynek jednonawowy z wieżą i prezbiterium o sklepieniu krzyżowo-żebrowym[5].
- zabytkowy zespół pałacowy:
  - pałac, z XVI w., przebudowany w XIX w.
  - park z 1820 r.[6].

## Zmarli
- Wilhelm von Perponcher-Sedlnitzky (17 VII 1819-24.07.1893), żonaty z Antoinette von Maltzan
- Alexander von Perponcher-Sedlnitzky (1854-5.12.1937)[7]

## Przypisy

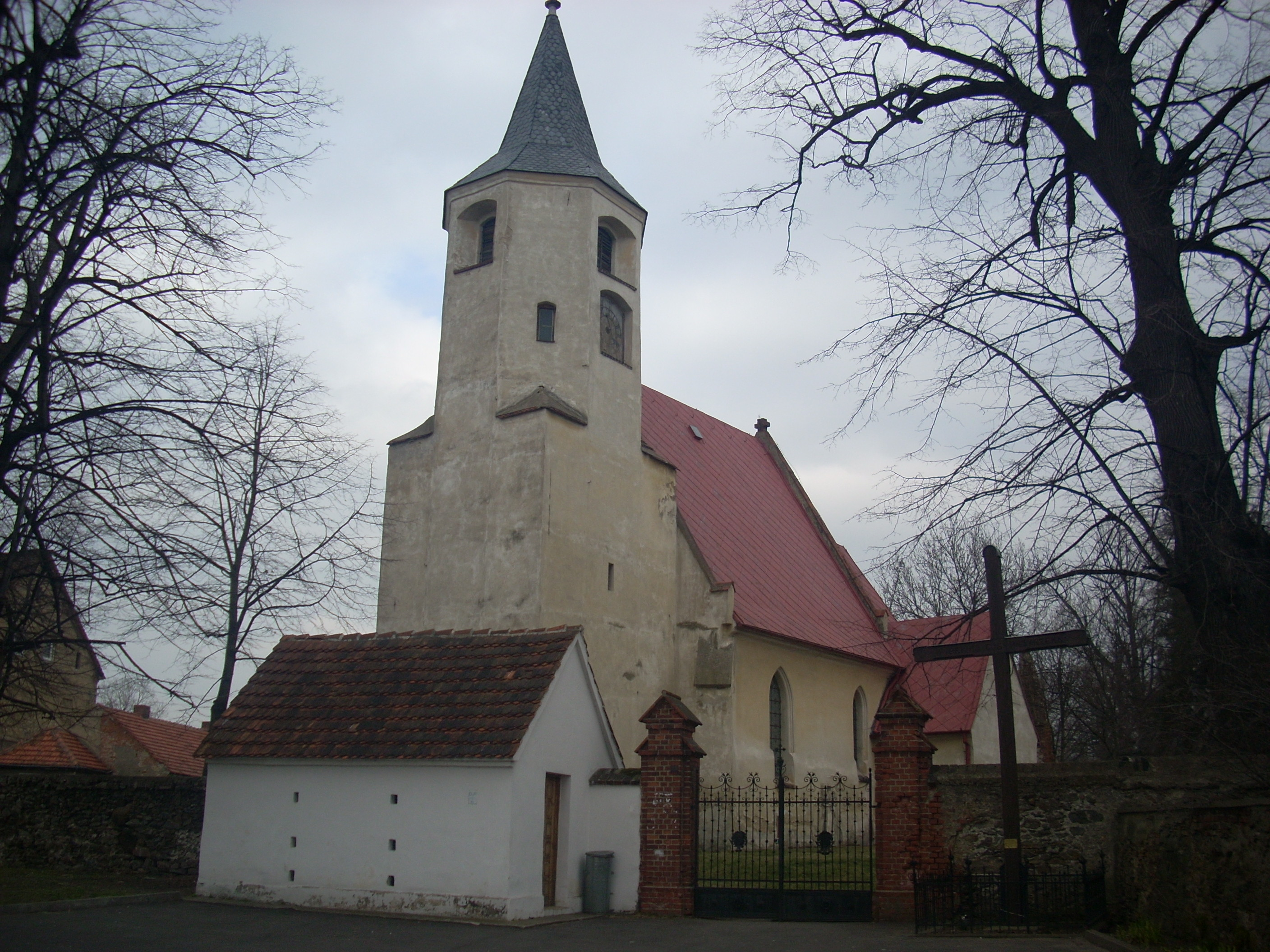
Kościół

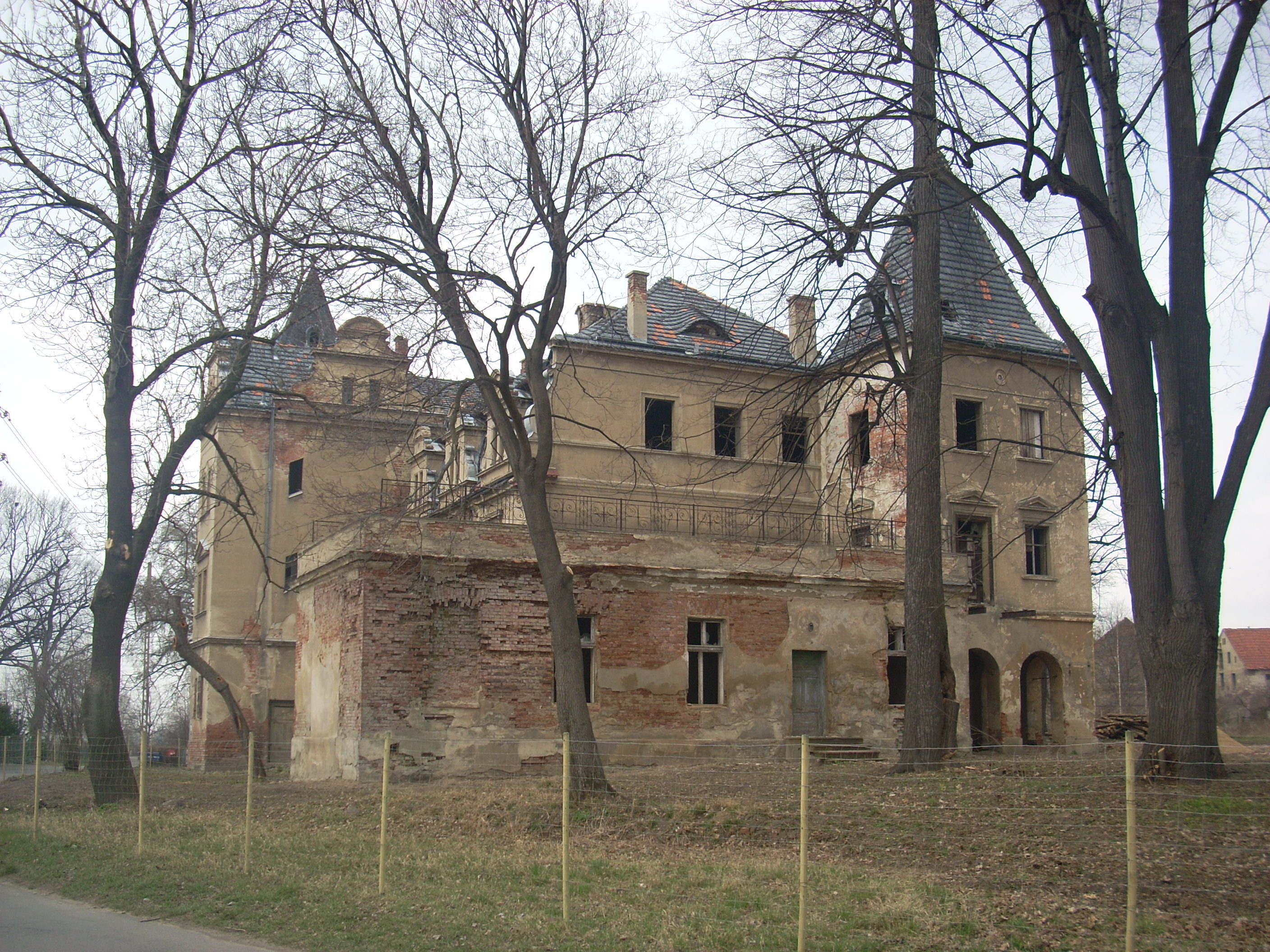
Pałac w Nowiźnie